# Lema de Radon
El lema de Radon, o simplemente teorema de Radon es un teorema de geometría combinatoria. Se enuncia de la siguiente manera:
| Si se toman d+2 puntos de Rd, se pueden repartir en dos conjuntos disjuntos A y B tales que las envolventes convexas de A y B se intersecan. Johann Radon (1921) |

## Historia
El teorema fue probado por Johann Radon en 1921, como condición para probar el teorema de Helly. Cabe destacar que el lema de Radon es equivalente al teorema de Helly, el teorema de Carathéodory y el teorema de Kirchberger, que constituyen la base de la geometría combinatoria.

## Ejemplo
Si trabajamos con d = 2, o sea en R2, el conjunto, al que se llamará X, constará de cuatro puntos. Así, podría ser posible particionar X, en un subconjunto con tres puntos y otro subconjunto con un único punto aislado, donde la envoltura convexa del subconjunto de tres puntos (un triángulo) contiene al subconjunto del punto único, o sería posible particionar X, en dos subconjuntos con dos puntos cada uno, tales que los segmentos de línea que unen los puntos de cada subconjunto se intersequen. La última situación sería el caso de tomar todo X, lo cual sería tomar los vértices de un cuadrilátero convexo.

## Demostración
La demostración del lema no es demasiado complicada. Consta de los siguientes pasos:
- Se toma un conjunto X={x1,x2,...,xd+2} subconjunto de Rd.
- Puesto que el conjunto de d+2 puntos es linealmente dependiente, existen unos multiplicadores λ1,λ2,...,λd+2 tales que:

{\displaystyle \sum _{i=1}^{d+2}\lambda _{i}x_{i}=0}
y
{\displaystyle \sum _{i=1}^{d+2}\lambda _{i}=0}
- Si A1 es el subconjunto de todos los xi cuyos λi son positivos, y A2, es el subconjunto del resto de puntos, y considerando N como la suma de los λi positivos, entonces, utilizando los sistemas de arriba se tiene que:

{\displaystyle {\frac {1}{N}}\sum _{x_{i}\in A_{1}}\lambda _{i}x_{i}={\frac {1}{N}}\sum _{x_{i}\in A_{2}}(-\lambda _{i})x_{i}}
Donde el punto {\displaystyle \textstyle {\frac {1}{N}}\sum _{x_{i}\in A_{1}}\lambda _{i}x_{i}} es intersección de la envolvente convexa de los subconjuntos A1 y A2.
Q.E.D.